# Los Lagos (departamento)
Los Lagos é um departamento da Argentina, localizado na província de Neuquén.